# Широкополье (Пензенская область)
Широкопо́лье — село в Пензенском районе Пензенской области России. Входит в состав Кондольского сельсовета.

## География
Село находится в центральной части Пензенской области, в пределах Приволжской возвышенности, в лесостепной зоне, на расстоянии примерно 12 км (по прямой) к юго-западу от села Кондоль, административного центра района. Абсолютная высота — 229 м над уровнем моря.

### Климат
Климат характеризуется как умеренно континентальный, с умеренно холодной продолжительной зимой и относительно тёплым летом. Средняя температура воздуха самого тёплого месяца (июля) — 18,8 °C (абсолютный максимум — 40 °C); самого холодного (января) — −13 — −12 °C (абсолютный минимум — −47 °C). Безморозный период длится от 117 до 133 дней. Среднегодовое количество атмосферных осадков варьируется от 467 до 604 мм, из которых большая часть выпадает в тёплый период.

### Часовой пояс
Село Широкополье, как и вся Пензенская область, находится в часовой зоне МСК (московское время). Смещение применяемого времени относительно UTC составляет +3:00.

## Население
| 1795  | 1859 | 1884  | 1894 | 1897 | 1911 | 1914  |
| ----- | ---- | ----- | ---- | ---- | ---- | ----- |
| 200   | ↗409 | ↗537  | ↗657 | ↗696 | ↗916 | ↗1020 |
| 1921  | 1926 | 1930  | 1939 | 1959 | 1979 | 1989  |
| ↗1167 | ↘975 | ↗1206 | ↘328 | ↗494 | ↘166 | ↘52   |
| 1996  | 2002 | 2010  | 2016 |      |      |       |
| ↘36   | ↘22  | ↘12   | ↘10  |      |      |       |

### Национальный состав
Согласно результатам переписи 2002 года, в национальной структуре населения русские составляли 100 % из 22 чел.